# Jan Bäcklund
Jan Bäcklund, född 18 december 1944 i Carl Johans församling, Göteborg är en svensk forskare inom hållfasthetslära och professor emeritus.
Jan Bäcklund blev civilingenjör vid Chalmers 1968, tekn.lic. där 1972 i byggnadsstatik och betongbyggnad samt teknologie doktor och docent 1973. Efter att varit universitetslektor i hållfasthetslära vid Linköpings tekniska högskola 1974-1979 blev han där biträdande professor 1979-1980. Han var forskningschef vid Flygtekniska försöksanstalten 1980-1981 och utsågs till professor i lättkonstruktioner vid KTH 1981.
Jan Bäcklund är ledamot av Kungliga Ingenjörsvetenskapsakademien.